# Siegel von Arkansas
Das Siegel des US-Bundesstaats Arkansas wurde 1864 eingeführt und 1907 an seine jetzige Form angepasst.

## Beschreibung
Der äußere Ring enthält den englischen Text „Great Seal of the State of Arkansas“ (Großes Siegel des Staates Arkansas).
Das innere Siegel beinhaltet den Engel der Barmherzigkeit (links – mit der Inschrift Mercy = Gnade), das Schwert der Gerechtigkeit (rechts – mit der Inschrift Justice = Gerechtigkeit) und die Göttin der Freiheit (oben).
Zentral in der Mitte, hinter einem Schild, ist ein Weißkopfseeadler. In seinen Klauen trägt der Adler einen Olivenzweig und drei Pfeile. Im Schnabel hält das Tier ein blaues Banner mit dem lateinischen Motto:
„Regnat Populus“
(Das Volk möge herrschen!)
Der Schild selbst ist dreigeteilt:
1. Im oberen Teil sieht man ein Dampfboot.
2. In der Mitte sieht man einen Pflug sowie einen Bienenstock.
3. Im unteren Teil sieht man eine Weizengarbe.

Diese Symbole repräsentieren den landwirtschaftlichen Reichtum des Staates.

Flagge von Arkansas